# Бранко Облак
Бранко Облак (27. мај 1947, Љубљана), је бивши југословенски и словеначки фудбалер. За најбољег играча столећа у Словенији је изабран 2003. године испред Катанеца и Заховича.

## Каријера

### Клуб
Фудбал је почео да игра 1963. године у омладинском саставу Олимпије из Љубљане. Већ после три сезоне је ушао у први тим Олимпије и постао стандардан играч првог тима. За Олимпију Облак је одиграо око 350 лигашких и 300 осталих утакмица
После Олимпије, Облак је прешао у редове Хајдука из Сплита за који је играо у периоду од 1973. до 1975. У првој години (1973) са клубом је освојио Куп Југославије у фудбалу, у другој години играња 1974. дуплу круну, првенство и куп а у трећој 1975., опет првенство. За Хајдук је одиграо 66 утакмица и постигао 24 гола.
У Бундеслигу је прешао 1975. године и тамо у периоду од 1975. па до 1980. године наступао прво за Шалке па после за Бајерн из Минхена.
После Бундеслиге је направио кратку паузу, и после се вратио фудбалу и играо две сезоне за Аустријски друголигашки клуб СВ Спитал из истоименог града.
После повратка из Аустрије постао технички директор Олимпије.

### Репрезентација
За младу репрезентацију Југославије је одиграо шест утакмица и постигао је један гол.
За сениорску репрезентацију Југославије је дебитовао 6. маја 1970. године, у на утакмици у Букурешту против Румуније. Резултат је био 0:0. Доласком Вујадина Бошкова на чело репрезентације, Облак се стабилисао међу првих једанаест играча репрезентације и одиграо неколико незаборавних утакмица. Једна од њих је била квалификациона утакмица, мајсторица, за светско првенство у Немачкој против Шпаније у Франкфурту где је Југославија голом Каталинског победила са 1:0. Такође, Облак је играо и на опроштајној утакмици Пелеа у Рију, учествовао на светском првенству 1974. и европском првенству 1976. Своју опроштајну утакмицу за репрезентацију је одиграо на утакмици у Загребу против Румуније 8. маја 1977. године (0:2).

### Тренерска каријера
После престанка активне играчке каријере Облак је постао тренер. У два наврата је водио Олимпију а у једном периоду је био и тренер младе словеначке селекције.
Сениорску репрезентацију Словеније је водио у периоду од 2004-2006.